# ألان ن. شابيرو
ألان ن. شابيرو (بالإنجليزية: Alan N. Shapiro) هو عالم اجتماع وصحفي أمريكي، ولد في 23 أبريل 1956 في بروكلين في الولايات المتحدة.